# Gymnocalycium coloradense
Gymnocalycium coloradense là một loài thực vật có hoa trong họ Cactaceae. Loài này được F.Berger mô tả khoa học đầu tiên năm 2006.